# Holland House

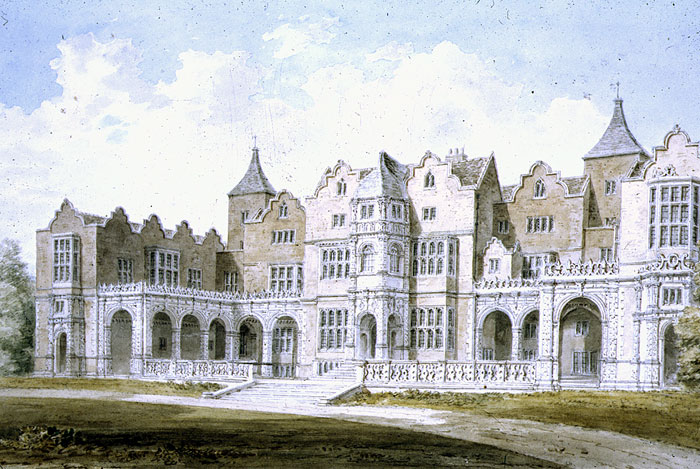
Holland Park en un dibujo en 1812.

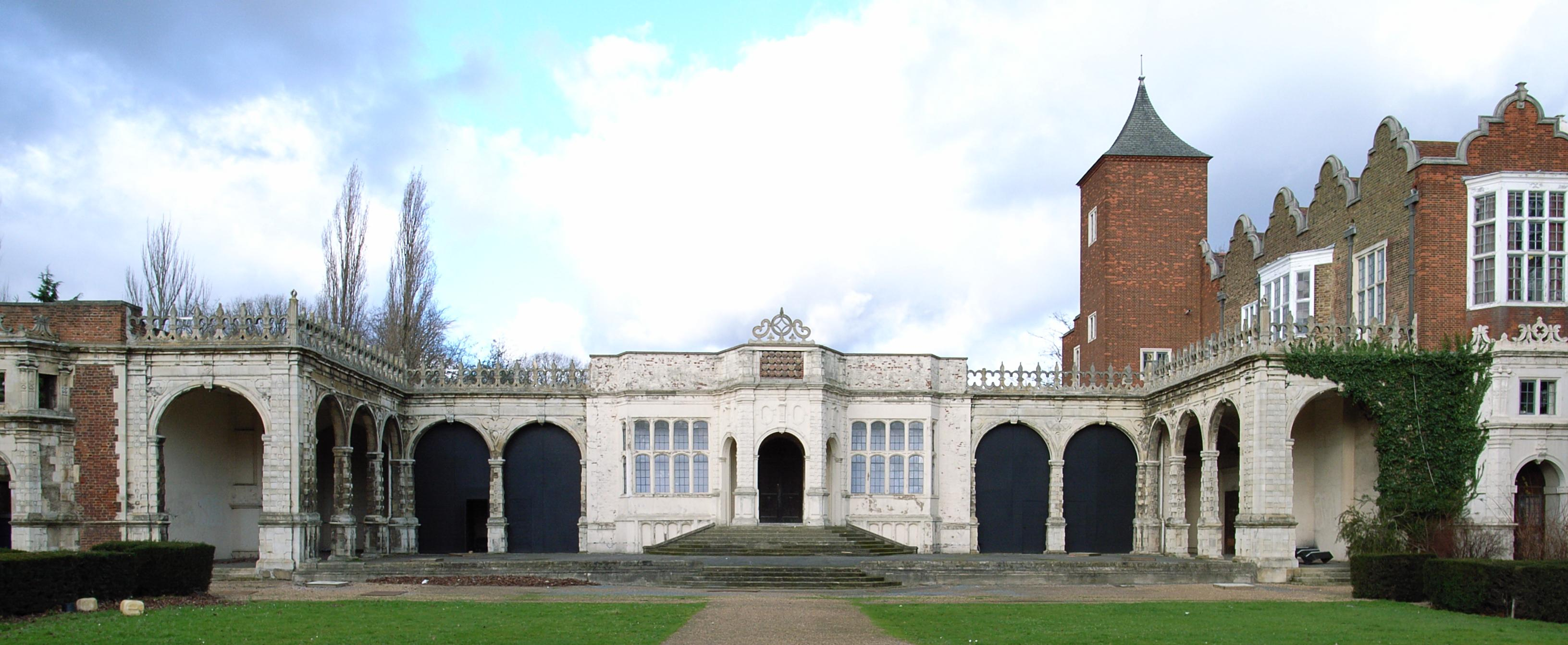
Las ruinas de Holland House.

Holland House, construida en 1605 para sir Walter Cope y originalmente conocida como Castillo de Cope, fue una de las primeras casas construidas en Kensington, Londres, Inglaterra. Los 2 km² de terreno se extienden desde la avenida Holland Park hasta la actual estación de metro de Earl's Court. Su yerno, Henry Rich, primer conde de Holland, heredó la casa.
El conde fue decapitado por ser fiel a la corona durante la guerra civil inglesa y desde entonces la casa se usó como sede del ejército y fue frecuentada por Oliver Cromwell. Tras la guerra, pasó a ser propiedad de varios miembros de la familia, se renombró con el nombre de Holland House y pasó a la familia Edward en 1721. Henry Fox, primer barón de Holland murió en Holland House en 1774 y tras él la casa fue heredada por sus descendientes hasta que se eliminó el título con la muerte de Henry Edward Fox, 4.º barón de Holland en 1859; sin embargo, su viuda continuó viviendo allí durante muchos años, vendiendo poco a poco terrenos. En 1874, la casa pasó a un primo lejano de Fox, el conde de Ilchester.
En la época del tercer lord Holland la casa se convirtió en un famoso centro político, social y literario, con muchos visitantes ilustres como lord Byron, Thomas Macaulay, Benjamin Disraeli, Charles Dickens y Sir Walter Scott. La figura del político y escritor John Allen estuvo muy asociada a la casa, y hay una habitación en la misma que lleva su nombre en su honor. Elizabeth Bowes-Lyon, la reina Madre, y el rey Jorge VI de Inglaterra asistieron al último gran baile celebrado en la casa pocas semanas antes del estallido de la Segunda Guerra Mundial.
En septiembre de 1940, el edificio fue duramente golpeado por un bombardeo que duró diez horas, y en su mayor parte quedó destruido. Pasó, junto con todos los terrenos, a ser propiedad de la autoridad local.